# Slid (mytologi)
Slid (Slíð eller Slíðr: "farlig") är en av underjordens floder i nordisk mytologi. Enligt Grímnismál 28 rinner floden upp i Hvergelmir, flyter genom Midgård och faller slutligen ner i Hel. Floden nämns i en stympad strof i Vǫluspá 36:
| En å faller östanfrån i etterdalar med svärd och dolkar, Slid heter den. | Á fellur austan um eitrdala söxum ok sverðum, Slíðr heitir sú. |  |

I närmast föregående strof (35) nämns hur Loke ligger fjättrad under en drypande giftorm. Hans hustru Sigyn samlar dock upp giftet i en skål, som hon då och då tvingas tömma. Det är genom dessa "etterdalar", där skålen tömts, som Slid rinner. Det är således en giftig flod, och den är isande kall, ty Hvergelmir, där floden har sitt upphov, ligger i Nifelheims mitt och "allt som kommer från Nifelheim är kallt och bistert". Det har därför föreslagits att de i vattnen kringvirvlande vapnen skulle symbolisera flodens genomträngande iskyla.
Skildringen av Slid påminner om den dödsflod som kung Hadding, enligt Saxo Grammaticus, såg då han under ett besök i dödsrikets gränstrakter passerade över en bro, som skulle kunna vara Gjallarbron – men dess namn nämns inte. Floden under bron skulle då vara Gjöll, men den beskrivs på samma sätt som Slid i Vǫluspá: Allsköns vassa eggvapen virvlar omkring i de skummande forsarna. För övrigt kan man ana att Geirvimull – "den spjutvimlande" – som omtalas i tulan i Grímnismál 27, har varit en liknande flod.
Iskalla vapenbärande floder förekommer dock även i medeltidens kristna visionsdiktning, varför det är osäkert i vilken grad de tillhör en ursprunglig nordisk/germansk mytologi.